# Кирбит
Кирбит (чечен. Кӏир Бе Тӏи) — покинутый аул в Галанчожском районе Чеченской Республики.

## География
Аул Кирбит расположен на берегу Галанчожского озера, к юго-востоку от районного центра Галанчож.
Ближайшие развалины аулов: на юго-западе — аул Ами, на северо-востоке — аулы Хайбах и Кирбичу.

## История
Аул Кирбит ликвидирован в 1944 году во время депортации чеченцев. После восстановления Чечено-Ингушской АССР чеченцам было запрещено возвращаться в свои исконные районы: Галанчожский, Шатойский и Итум-Калинский.
С 2012 года аул Кирбит входит в состав ранее упраздненного Галанчожского района.